# Wilhelm Goedecke
Wilhelm Heinrich Victor Goedecke (* 10. Februar 1800 in Beilstein; † 13. Februar 1871 in Wiesbaden) war nassauischer Beamter und Landtagsabgeordneter.

## Leben
Wilhelm Goedecke besuchte die Schule in Höchst und 1817 bis 1820 das Gymnasium Weilburg. Nach dem Abitur studierte er 1820 bis 1825 Rechtswissenschaften an der Universität Göttingen. 1825 bis 1833 war er Amtsakzessist in den Ämtern Höchst, Marienberg, Wehen, Diez und Limburg. 1833 bis 1841 war er Amtssekretär in Limburg und Rüdesheim. 1843 bis 1866 war er Amtmann in  Königstein (1841–1843),  Hachenburg (1843–1848), Diez (1854–1857) und  Braubach (1857–1867), bevor er 1867 in den Ruhestand versetzt wurde.

## Politik
Wilhelm Goedecke  wurde 1853 in einer Nachwahl für Bitzer im Wahlkreis IV (Hachenburg/Marienberg) in die zweite Kammer der Landstände des Herzogtums Nassau gewählt. Das Mandat hatte er bis 1857 inne.

## Familie
Wilhelm Goedecke  war der Sohn des Hofkammerrates und Rentmeisters Friedrich Christoph Goedecke (* 3. Mai 1764 in Ems; † 8. Dezember 1822) und dessen Ehefrau Theresa (Theodora) Johanette Augusta geborene Conradi (* 24. Dezember 1771 in Diez), die Tochter des Amtmanns und Justizrates Philipp Peter Conradi und der Johanette Katharina geborene Thielmann.
Wilhelm Goedecke, der evangelischer Konfession war, heiratete Helene Theresia geborene Wolff.